# ロータス・18
ロータス・18 (Lotus 18) は、チーム・ロータスが1960年に開発したフォーミュラカー。コーリン・チャップマンが設計した。排気量の異なるエンジンを搭載することで、フォーミュラ・ジュニア (FJ) からF2、F1まで使用することができた。F1世界選手権では1960年から実戦投入された。

## 概要

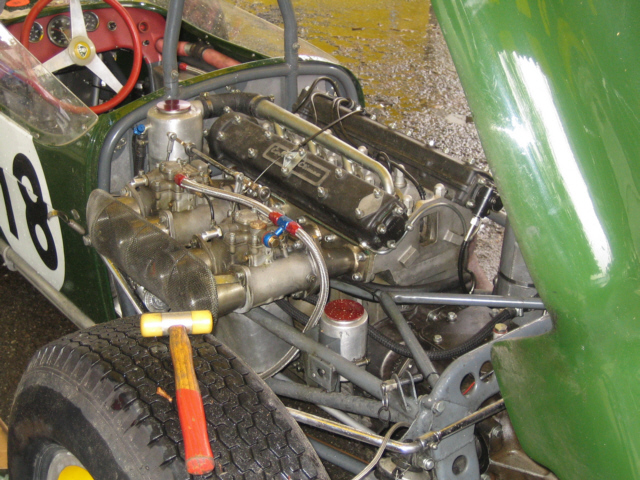
F1用のクライマックスFPFエンジン (2.5L)

クーパーの成功に続き、ロータスが製造した最初のミッドシップマシン。角張った無骨なボディ形状から「ビスケットボックス」と呼ばれた。
シャーシは軽量なスペースフレーム構造で、燃料タンクはドライバーの膝の上に設置された。F1の2.5リッターエンジン用、F2の1.5リッターエンジン用の2種類があり、構造を簡略化したフォーミュラジュニア用もバッジ生産された。
エンジンは一貫してコヴェントリー・クライマックス製を搭載した。ロータス製5段マニュアルトランスミッションは「クイアーボックス（奇妙な箱）」と呼ばれた。

### 1960年
1960年シーズン開幕戦では、イネス・アイルランドがトップを走行したが、マシントラブルにより後退した。アイルランドはグローヴァー・トロフィー (Grover Trophy)でノンタイトル戦ながらロータスのF1初勝利を獲得。このレースで敗れたロブ・ウォーカー・レーシングは18を購入し、モナコGPでスターリング・モスのドライブにより優勝した。これはワークスのチーム・ロータスより先に記録された、コンストラクターとしてのロータスの選手権初勝利であった。
18はフロントエンジンの12や16よりも性能が向上したが、信頼性が低かった。ベルギーGPではモスとマイク・テイラーがマシントラブルでクラッシュし重傷を負った。アラン・ステイシーは顔面に鳥が当たって死亡するという呪われた週末となった。
両脚の骨折から復帰したモスは、最終戦アメリカGPでも優勝し、ロータスはクーパーに次ぐコンストラクターズ2位となった。また、のちにチャンピオンとなるジム・クラークとジョン・サーティースが18に乗ってF1デビューした。ポルトガルGPではサーティースが初ポールポジション、クラークが初表彰台（3位）を獲得した。

### 1961年
1961年からF1のエンジン排気量が1.5リッターに縮小された。チーム・ロータスは21を主力とし、ロブ・ウォーカー・レーシングらプライベーターは18か、18の車体に21のボディカウルを搭載した18/21を使用した。

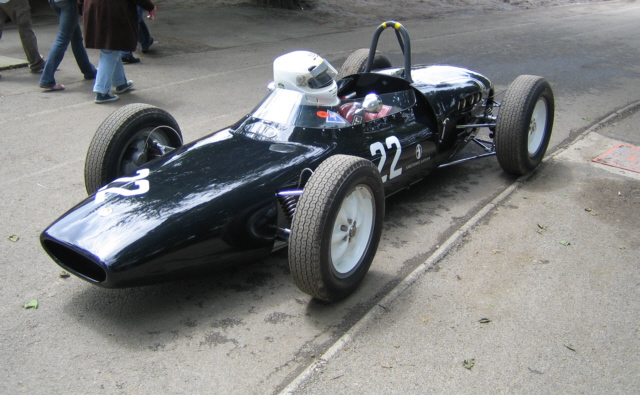
18/21

この年は強力なV6エンジンを積んだフェラーリ・156F1が圧勝するシーズンとなったが、モスは18でモナコGP、18/21でドイツGPを制してみせた。モナコGPでは車体を軽くするため、ボディのサイドパネルを外して走行した。
1962年以降、ワークスチームは24や25に移行し、18と18/21はプライベートチームのみに供給された。18で殊勲を挙げたモスは1962年シーズン前のグローヴァー・トロフィーでハードクラッシュを喫し、その怪我が元で現役引退することになった。この時乗っていたマシンは、父親が運営するUDTレイストール・レーシングが所有するライムグリーンの18/21だった。